# Hällkistan i Herrljunga
Hällkistan i Herrljunga är en stenkammargrav från yngre stenåldern (1800–1500 f. Kr) belägen vid Nya kyrkogården i Herrljunga samhälle i Västergötland. Hällkistan är tio meter lång, 2 meter bred och 1,2 meter djup samt består av 21 stenar. Den omgivs av en hög som är 15 meter i diameter och 0,5 meter hög. Gravens kammare är 9,5 meter lång och ett förrum finns i dess södra ända. Det är en tvårummig hällkista där ett gavelhål är placerat i tvärväggen mellan de båda rummen. Vid utgrävningen år 1875, utförd av Oscar Montelius, påträffades flintaföremål, benrester, bärnsten, keramikkärl och spiraler (cirka 2 cm i dm) av brons samt en bronsnål sannerligen avsedd för en mantel.
Hällkistan är en grav och här begravdes de döda obrända. Begravningar ägde säkerligen rum här, liksom i andra hällkistor.